# Parkinsonisme
El parkinsonisme és una síndrome neurològica caracteritzada per tremolor, hipocinèsia, rigidesa i inestabilitat postural. Les causes subjacents són molt nombroses i el seu diagnòstic pot ser complex. Tot i que la malaltia de Parkinson és la causa més coneguda, hi ha tot un ventall d'etiologies que poden portar a símptomes similars, com ara toxines, malalties metabòliques, i moltes altres.
La causa més freqüent d'aparició de parkinsonisme és l'efecte advers de medicacions, com ara els neurolèptics (sobretot les fenotiazines, però també altres com ara l'haloperidol) i, més rarament, antidepressius.